# سفارة روسيا في كوريا الجنوبية
سفارة روسيا في كوريا الجنوبية هي أرفع تمثيل دبلوماسي لدولة روسيا لدى كوريا الجنوبية. تقع السفارة في سول وهي تهدف لتعزيز المصالح الروسية في كوريا الجنوبية.

## وصلات خارجية
- قائمة سفارات روسيا
- قائمة السفارات في كوريا الجنوبية